# Gleb Yakounine
Gleb Pavlovitch Yakounine (en russe Глеб Па́влович Яку́нин), né le 4 mars 1934 à Moscou, en URSS, et mort le 25 décembre 2014 dans la même ville, alors en Russie, est un prêtre orthodoxe russe connu pour s’être battu pour la liberté de conscience en URSS.

## Biographie

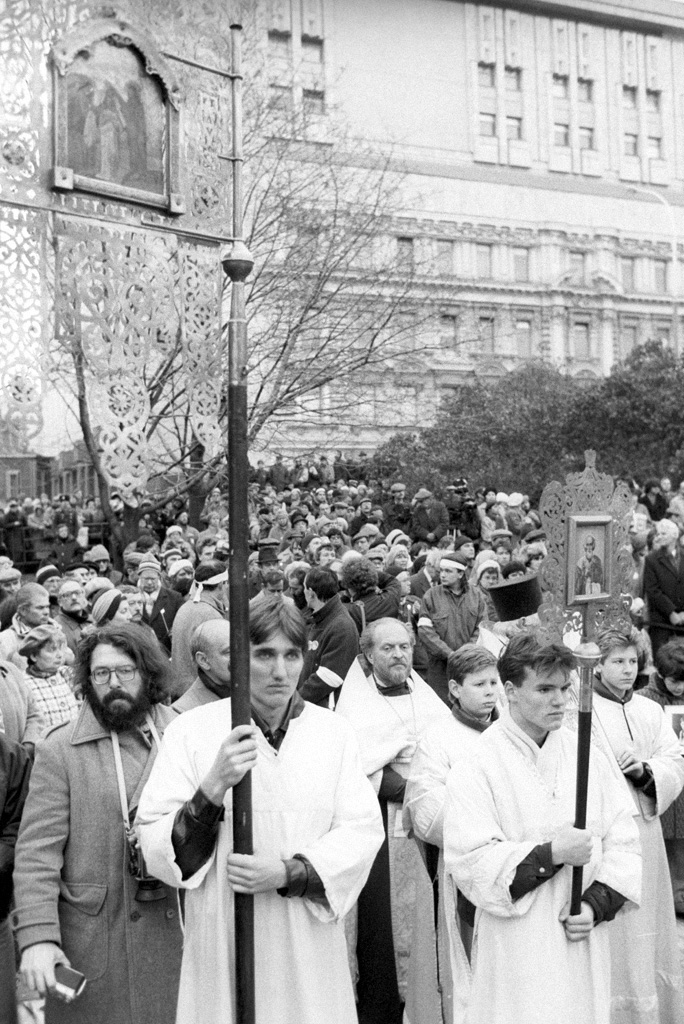
Gleb Yakounin conduit une procession pour les victimes du stalinisme le 30 octobre 1990 à Moscou.

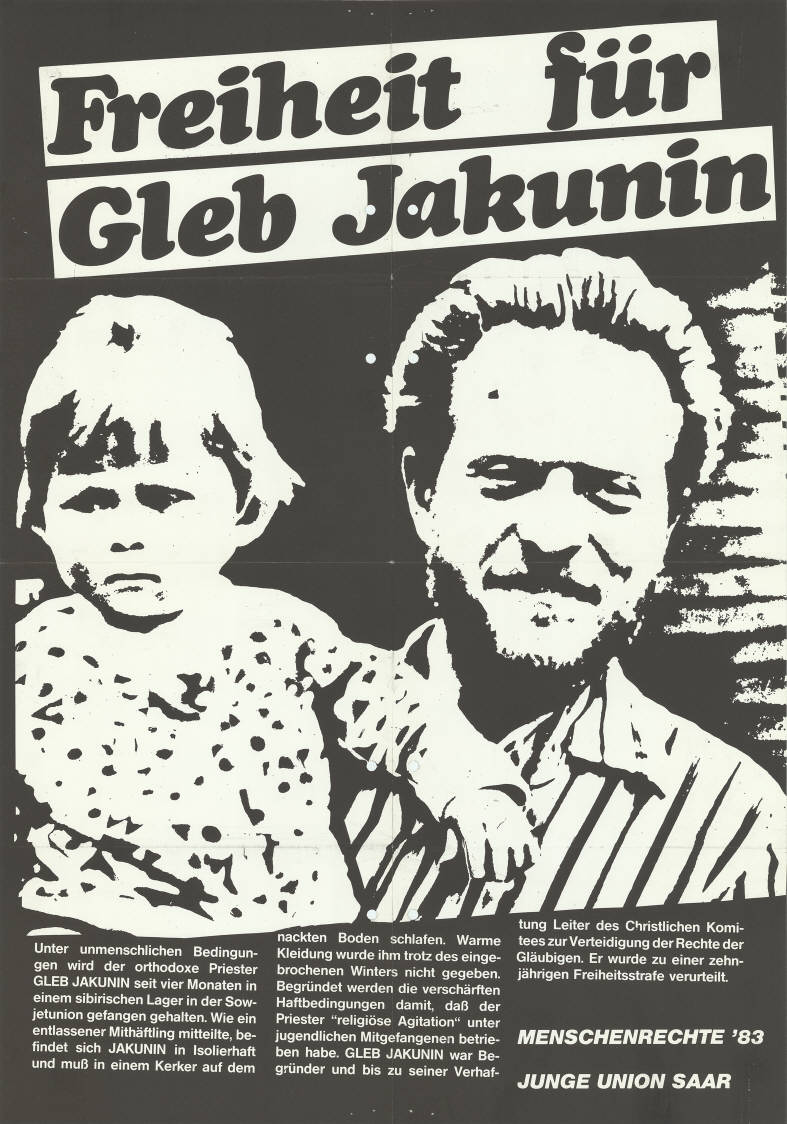
Affiche allemande demandant la libération de Gleb Yakounine (1983).

Gleb Yakounine, influencé par le père Alexandre Men, est ordonné prêtre en 1962, à l’âge de vingt-sept ans. En 1965, il publie une lettre ouverte au patriarche de Russie lui demandant que l’Église orthodoxe s’affranchisse de tout contrôle du pouvoir soviétique.
En 1976, il fonde le Comité des chrétiens pour la défense des droits des croyants en URSS, ce qui lui vaut d’être condamné, malgré les protestations de nombreux intellectuels dont Andreï Sakharov, à cinq années de camp pour agitation antisoviétique. Il est détenu au camp de Perm 37, où sont internés de nombreux dissidents, dont Sergueï Kovalev. Sa peine purgée, il reste encore deux ans supplémentaires en relégation en Yakoutie, avant de rentrer à Moscou. Il est réhabilité en 1992.
Ayant eu accès aux archives du KGB, il publie des informations sensibles mettant en cause l’Église orthodoxe russe,.
Élu en 1990 au Soviet suprême de l'Union soviétique, il siège au Douma d'Étatjusqu’en 1999, ce qui lui vaut d’être excommunié en 1993 par le Saint-Synode de l’Église orthodoxe russe pour « désobéissance délibérée ».
Il meurt à Moscou le 25 décembre 2014, à l’âge de 80 ans.

## Publications
- Gleb Yakounine, un prêtre seul au pays des soviets, préface d'Olivier Clément, avec François Rouleau. Critérion (1984).  (ISBN 978-2903702120)
- (de) Gleb Jakunin, Lev Regelson : Christen unter kommunistischer Herrschaft rufen, wie antworten wir?: Appell an d. 5. Vollversammlung d. Ökumenischen Rates d. Kirchen. Glaube in der 2. Welt, Küsnacht 1978
- (en) Gleb Yakunin, Lev Regelson : Letters from Moscow: Religion and human rights in the USSR. Keston College, Keston/San Francisco 1978
- (ru) Gleb Yakunin: O sovremennom polozhenii Russkoi Pravoslavnoi Tserkvi i perspektivakh religioznogo vozrozhdeniya Rossii: Doklad Khristianskomu Komitetu zashchitu prav veruyushchikh v SSSR. Posev, Frankfurt am Main 1979
- (en) Sergei Pushkarev, Vladimir Rusak, Gleb Yakunin : Christianity and government in Russia and the Soviet Union: Reflections on the millennium. Westview Press, Boulder/London 1989,  (ISBN 0-8133-7524-X)

### Tribune
- « Histoire. Les tourments de l'orthodoxie russe »,  Libération,   22 mars 1995.